# Sinmi-do
Sinmi-do (koreanska: 신미도) är en ö i Nordkorea.   Den ligger i provinsen Norra P'yŏngan, i den västra delen av landet, 90 km nordväst om huvudstaden Pyongyang. Arean är 52 kvadratkilometer.
Terrängen på Sinmi-do är lite kuperad. Öns högsta punkt är 480 meter över havet. Den sträcker sig 13,9 kilometer i nord-sydlig riktning, och 10,3 kilometer i öst-västlig riktning.